# Modeste Stuyvaert
Modeste Stuyvaert (* 30. Juli 1866 in Saint-Josse-ten-Noode/Sint-Joost-ten-Node; † 3. Oktober 1932 in Gent) war ein belgischer Mathematiker.

## Leben
Stuyvaert besuchte die Schule in seiner Geburtsstadt und das Königliche Athenäum in Brüssel. Anschließend studierte er in Gent, wo er zunächst ein Lehrerdiplom erwarb und bis 1905 als Lehrer am Athenäum sowie an der Académie royale des beaux-arts de Gand (Königliche Akademie der Schönen Künste in Gent) tätig war. 1902 wurde er mit der Schrift Etude de quelques surfaces algébriques engendrées par des courbes du second et du troisième ordre an der Universität Gent promoviert. 1912 wurde er Dozent an der Universität und im April 1919 zum ordentlichen Professor ernannt. Er lehrte vor allem auf dem Gebiet der Algebra. 1920 übernahm er auf Wunsch von Clément Servais dessen Vorlesungen zur Geometrie. Anfang 1932 wurde Stuyvaert emeritiert.
Stuyvaert arbeitete auf dem Gebiet der algebraischen und analytischen Geometrie und verfasste mehrere Lehrbücher.
Im Dezember 1913 wurde zum korrespondierenden und im Dezember 1926 zum vollen Mitglied der Académie royale des Sciences, des Lettres et des Beaux-Arts de Belgique gewählt. Die Akademie verlieh ihm 1906 den François-Deruyts-Preis (Prix François Deruyts).